# Tintin og mig
|  | Denne artikel er oprettet af botten PalnaBot ud fra en ekstern database. Den kan derfor have sproglige fejl eller mangler. Denne skabelon kan fjernes efter kontrol af indholdet. |

Tintin og mig er en portrætfilm fra 2004 instrueret af Anders Østergaard efter manuskript af Anders Østergaard.

## Handling
Hvorfor bliver tegneserien Tintins oplevelser ved at fascinere sine læsere længe efter, at de er blevet voksne? Det forsøger Tintins belgiske skaber, Hergé, selv at give svaret på i et enestående, ugelangt interview, som aldrig før har været offentliggjort i sin oprindelige ordlyd. Her forklarer Hergé, hvordan Tintins eventyr var dybt forbundet med spændinger og konflikter i det tyvende århundrede og i hans eget privatliv. Tintin et moi er en selvbiografisk rejse gennem Hergés liv og geniale værk - fortalt med hans egen stemme fra de oprindelige interviewbånd.

## Eksterne Henvisninger
- Tintin et moi på Internet Movie Database (engelsk)
- Tintin et moi på Filmdatabasen
- Tintin et moi på Scope
- Tintin et moi på AlloCiné (fransk)
- Tintin et moi på MovieMeter (nederlandsk)
- Tintin et moi på AllMovie (engelsk)
- Tintin et moi hos British Film Institute (engelsk)
- Tintin et moi på Turner Classic Movies (engelsk)
- Tintin et moi på The Movie Database (engelsk)
- Tintin et moi på Rotten Tomatoes (engelsk)